# Vladica Popović
Vladica Popović (szerb cirill betűkkel Владимир Владица Поповић; Zimony, 1935. március 17. – 2020. augusztus 10.) olimpiai ezüstérmes jugoszláv válogatott szerb labdarúgó, edző.
A jugoszláv válogatott tagjaként részt vett az 1956. évi nyári olimpiai játékokon, illetve az 1958-as és az 1962-es világbajnokságon.

## Sikerei, díjai

### Játékosként
Crvena zvezda
- Jugoszláv bajnok (5): 1955–56, 1956–57, 1958–59, 1959–60, 1963–64
- Jugoszláv kupa (3): 1957–58, 1958–59, 1963–64

### Edzőként
Santa Fe
- Kolumbiai bajnok (1): 1971

Deportivo Cali
- Kolumbiai bajnok (1): 1974

Portuguesa
- Venezuelai bajnok (2): 1975, 1977

Crvena zvezda
- Interkontinentális kupa (1): 1991